# Soledad del Salitre
Soledad del Salitre är en ort i Mexiko.   Den ligger i kommunen Villa de Allende och delstaten Mexiko, i den södra delen av landet, 100 km väster om huvudstaden Mexico City. Soledad del Salitre ligger 2 513 meter över havet och antalet invånare är 344.
Terrängen runt Soledad del Salitre är kuperad åt sydväst, men åt nordost är den platt. Runt Soledad del Salitre är det ganska tätbefolkat, med 124 invånare per kvadratkilometer. Närmaste större samhälle är Amanalco de Becerra, 11,8 km sydost om Soledad del Salitre. I omgivningarna runt Soledad del Salitre växer huvudsakligen savannskog.